# Vieux Touho
Vieux Touho est une tribu kanake et un village français de Nouvelle-Calédonie, sur le territoire de la commune de Touho, dans le district coutumier également appelé Touho et l'aire coutumière Paici-Camuki, en Province Nord.